# Dimeragrion
Dimeragrion – rodzaj ważek z rodziny Heteragrionidae.

## Systematyka
Rodzaj ten utworzył w 1913 roku Philip Powell Calvert dla nowo opisanego przez siebie gatunku Dimeragrion percubitale.
Dawniej rodzaj Dimeragrion zaliczany był do szeroko wówczas definiowanej rodziny Megapodagrionidae. W 2013 roku Dijkstra et al. w oparciu o badania filogenetyczne wydzielili ten rodzaj z Megapodagrionidae i zaliczyli go do „Incertae sedis group 3” w obrębie nadrodziny Calopterygoidea (wraz z rodzajami Heteropodagrion i Mesagrion). W 2021 roku Bybee et al. przenieśli Dimeragrion i Heteropodagrion do rodziny Heteragrionidae.

### Podział systematyczny
Do rodzaju należą następujące gatunki:
- Dimeragrion baniwa Mendoza-Penagos, Gonçalves & Vilela, 2023
- Dimeragrion clavijoi De Marmels, 1999
- Dimeragrion mesembrinum De Marmels, 1989
- Dimeragrion percubitale Calvert, 1913
- Dimeragrion secundum Needham, 1933
- Dimeragrion unturanense De Marmels, 1992